# Carpina (ort)
Carpina är en ort i Brasilien.   Den ligger i kommunen Carpina och delstaten Pernambuco, i den östra delen av landet, 1 600 km nordost om huvudstaden Brasília. Carpina ligger 186 meter över havet och antalet invånare är 70 689.
Terrängen runt Carpina är huvudsakligen platt. Carpina ligger uppe på en höjd. Runt Carpina är det ganska tätbefolkat, med 166 invånare per kvadratkilometer.. Carpina är det största samhället i trakten.
Omgivningarna runt Carpina är en mosaik av jordbruksmark och naturlig växtlighet.